# Natrijum fosfat
Natrijum fosfat je opšte ime za soli natrijum hidroksida i fosforne kiseline. Oni su:
- natrijum hidrogen fosfat, poznat kao mononatrijum fosfat, kao i "natrijum fosfat, monobazni".
- dinatrijum hidrogen fosfat, poznat kao dinatrijum fosfat, kao i "natrijum fosfat, dibazni".
- Trinatrijum fosfat, poznat kao natrijum fosfat, kao i "natrijum fosfat, tribazni".
- natrijum aluminijum fosfat.[1]

Natrijum fosfati se često koriste kao prezervativi mesa. Oni služe kao alternativa natrijum nitritu. Oni su često prisutni u konzerviranom mesu.

## Rizik
Oralni natrijum fosfati koji se koriste za pripremu creva za kolonoskopiju mogu kod nekih osoba da uzrokuju oštećenja bubrega u obliku fosfatne nefropatije. Postoji nekoliko oralnih fosfatnih formulacija koje se pripremaju pre upotrebe. Oralni fosfatni pripremni lekovi su povučeni sa tržišta u Sjedinjenim Državama, mada je evidencija o uzročnosti nepouzdana. Pošto su bezbedne i efektivne zamene za fosfate dostupne, nekoliko medicinskih regulacionih agencija je preporučilo opšti prestanak upotrebe oralnih fosfata.

## Spoljašnje veze
- Lien, YH (2008), „Is bowel preparation before colonoscopy a risky business for the kidney?”, Nature clinical practice. Nephrology, 4 (11): 606—14, PMID 18797448, doi:10.1038/ncpneph0939.